# AZS Olsztyn w sezonie 2009/2010

## Transfery

### Przyszli
| Imię i nazwisko             | Poprzedni klub            |
| --------------------------- | ------------------------- |
| Tomasz Tomczyk              | BBTS Bielsko-Biała        |
| Dawid Gunia                 | AZS Częstochowa           |
| Wojciech Winnik             | Trefl Gdańsk              |
| Maciej Kusaj                | BBTS Bielsko-Biała        |
| Marcelo Hargreaves          | Paris Volley              |
| Paulo Anchieta Veloso Pinto | Dinamo-Jantar Kaliningrad |

### Odeszli
| Imię i nazwisko      | Lata gry w AZS | Nowy klub         |
| -------------------- | -------------- | ----------------- |
| Grzegorz Szymański   | 2007-2009      | Delecta Bydgoszcz |
| Wojciech Grzyb       | 2001-2009      | Resovia           |
| Olli Kunnari         | 2008-2009      | Olympiakos SFP    |
| Paweł Zagumny        | 2003-2009      | Panathinaikos AO  |
| Łukasz Szablewski    | 2007-2009      | AS Białołęka      |
| Marek Wawrzyniak     | 2007-2009      | Ślepsk Augustów   |
| Michał Chaberek      | 2008-2009      | Trefl Gdańsk      |
| Grzegorz Pietkiewicz | 2007-2009      | Pekpol Ostrołęka  |

## Drużyna

### Sztab
| Pierwszy trener                  | Mariusz Sordyl       |
| Drugi trener / Kierownik drużyny | Leszek Urbanowicz    |
| Trener przygotowania fizycznego  | Ryszard Biernat      |
| Masażysta                        | Artur Zborowski      |
| Lekarz klubowy                   | Wojciech Remiszewski |
| Statystyk                        | Kamil Sołoducha      |

### Zawodnicy
| Nr. | Imię i nazwisko             | Data urodzenia           | Wzrost | Pozycja      |
| --- | --------------------------- | ------------------------ | ------ | ------------ |
| 1   | Tomasz Kowalczyk            | 15 marca 1976(dts)       | 198 cm | środkowy     |
| 4   | Maciej Kusaj                | 25 maja 1988(dts)        | 191 cm | rozgrywający |
| 5   | Tomasz Tomczyk              | 24 maja 1986(dts)        | 203 cm | przyjmujący  |
| 6   | Artur Jacyszyn              | 4 lipca 1988(dts)        | 194 cm | przyjmujący  |
| 7   | Paulo Anchieta Veloso Pinto | 13 listopada 1976(dts)   | 198 cm | przyjmujący  |
| 8   | Jakub Oczko                 | 27 grudnia 1981(dts)     | 193 cm | rozgrywający |
| 9   | Krzysztof Andrzejewski      | 26 stycznia 1983(dts)    | 181 cm | libero       |
| 10  | Dawid Gunia                 | 1 stycznia 1987(dts)     | 203 cm | środkowy     |
| 11  | Tomasz Józefacki            | 5 maja 1980(dts)         | 192 cm | atakujący    |
| 14  | Paweł Siezieniewski         | 27 grudnia 1981(dts)     | 199 cm | przyjmujący  |
| 15  | Wojciech Winnik             | 5 października 1984(dts) | 194 cm | atakujący    |
| 16  | Tomasz Stańczuk             | 1 września 1988(dts)     | 204 cm | środkowy     |
| 17  | Marcelo Hargreaves          | 18 lipca 1981(dts)       | 205 cm | środkowy     |

## Mecze w PlusLidze

### Faza zasadnicza
| 12 października 2009 | Domex Tytan AZS Częstochowa | 3:0 (25:13, 25:22, 25:18) | AZS UWM Olsztyn           | Hala Polonia, Częstochowa                                  |  |
| 18:00                | Bartosz Janeczek 19 pkt     | statystyki                | Paweł Siezieniewski 9 pkt | Widzów: 1400 Sędziowie: Dariusz Jasiński i Grzegorz Jacyna |  |

| 16 października 2009 | Pamapol Siatkarz Wieluń   | 3:0 (26:24, 25:22, 25:17) | AZS UWM Olsztyn         | Hala WOSiR, Wieluń                                       |  |
| 18:00                | Marcin Lubiejewski 19 pkt | statystyki                | Tomasz Józefacki 16 pkt | Widzów: 920 Sędziowie: Janusz Soból i Sylwester Strzylak |  |

| 23 października 2009 | AZS UWM Olsztyn           | 0:3 (21:25, 18:25, 22:25) | Delecta Bydgoszcz         | Hala Urania, Olsztyn                                   |  |
| 18:00                | Marcelo Hargreaves 14 pkt | statystyki                | Grzegorz Szymański 16 pkt | Widzów: 1900 Sędziowie: Maciej Maciejewski i Jacek Sęk |  |

| 30 października 2009 | Neckermann AZS Politechnika Warszawska      | 0:3 (19:25, 22:25, 15:25) | AZS UWM Olsztyn            | Arena Ursynów, Warszawa                                     |  |
| 18:30                | Radosław Rybak 10 pkt Serhij Kapełuś 10 pkt | statystyki                | Paweł Siezieniewski 13 pkt | Widzów: 1000 Sędziowie: Mariusz Gadzina i Wojciech Kasprzyk |  |

| 04 listopada 2009 | AZS UWM Olsztyn        | 3:1 (25:20, 17:25, 25:18, 25:21) | Jadar Radom                      | Hala Urania, Olsztyn                                           |  |
| 18:00             | Wojciech Winnik 23 pkt | statystyki                       | Sirianis Mendez Hernandez 17 pkt | Widzów: 1800 Sędziowie: Krzysztof Szmydyński i Grzegorz Jacyna |  |

| 10 grudnia 2009 | PGE Skra Bełchatów   | 3:0 (25:18, 25:15, 25:19) | AZS UWM Olsztyn       | Hala Energia, Bełchatów                          |  |
| 18:00           | Bartosz Kurek 17 pkt | statystyki                | Wojciech Winnik 9 pkt | Widzów: 2000 Sędziowie: Piotr Dudek i Piotr Król |  |

| 27 listopada 2009 | AZS UWM Olsztyn            | 2:3 (25:14, 25:15, 24:26, 23:25, 9:15) | Asseco Resovia Rzeszów | Hala Urania, Olsztyn                                          |  |
| 18:00             | Paweł Siezieniewski 22 pkt | statystyki                             | Aleh Akhrem 24 pkt     | Widzów: 2100 Sędziowie: Dariusz Jasiński i Maciej Maciejewski |  |

| 05 grudnia 2009 | Jastrzębski Węgiel | 3:2 (25:27, 23:25, 25:22, 25:23, 17:15) | AZS UWM Olsztyn        | Hala KWK Borynia, Jastrzębie Zdrój                     |  |
| 17:00           | Igor Yudin 27 pkt  | statystyki                              | Wojciech Winnik 24 pkt | Widzów: 800 Sędziowie: Maciej Twardowski i Piotr Dudek |  |

| 14 grudnia 2009 | AZS UWM Olsztyn                                            | 0:3 (22:25, 22:25, 14:25) | ZAKSA Kędzierzyn-Koźle | Hala Urania, Olsztyn                                  |  |
| 18:00           | Paulo Anchieta Veloso Pinto 8 pkt Marcelo Hargreaves 8 pkt | statystyki                | Jurij Hładyr 13 pkt    | Widzów: 2000 Sędziowie: Maciej Twardowski i Jacek Sęk |  |

| 09 stycznia 2010 | AZS UWM Olsztyn        | 2:3 (25:19, 23:25, 25:22, 23:25, 13:15) | Domex Tytan AZS Częstochowa | Hala Urania, Olsztyn                                |  |
| 17:00            | Wojciech Winnik 23 pkt | statystyki                              | Bartosz Janeczek 36 pkt     | Widzów: 1600 Sędziowie: Marcin Herbik i Piotr Dudek |  |

| 15 stycznia 2010 | AZS UWM Olsztyn        | 3:0 (25:14, 25:21, 25:18) | Pamapol Siatkarz Wieluń | Hala Urania, Olsztyn                                         |  |
| 18:00            | Wojciech Winnik 22 pkt | statystyki                | Mikołaj Sarnecki 10 pkt | Widzów: 1700 Sędziowie: Mariusz Gadzina i Waldemar Niemczura |  |

| 29 stycznia 2010 | Delecta Bydgoszcz   | 2:3 (25:18, 22:25, 23:25, 25:23, 11:15) | AZS UWM Olsztyn         | Hala Łucznika, Bydgoszcz                                       |  |
| 18:00            | Martin Sopko 16 pkt | statystyki                              | Tomasz Józefacki 17 pkt | Widzów: 1300 Sędziowie: Sylwester Strzylak i Maciej Twardowski |  |

| 06 lutego 2010 | AZS UWM Olsztyn          | 0:3 (15:25, 24:26, 20:25) | Neckermann AZS Politechnika Warszawska | Hala Urania, Olsztyn                                          |  |
| 17:00          | Marcelo Hargreaves 8 pkt | statystyki                | Radosław Rybak 16 pkt                  | Widzów: 1900 Sędziowie: Dariusz Jasiński i Maciej Maciejewski |  |

| 20 lutego 2010 | Jadar Radom             | 1:3 (26:28, 18:25, 26:24, 30:32) | AZS UWM Olsztyn                    | Hala MOSiR, Radom                                   |  |
| 17:00          | Maciej Pawliński 21 pkt | statystyki                       | Paulo Anchieta Veloso Pinto 23 pkt | Widzów: 1600 Sędziowie: Piotr Dudek i Andrzej Lemek |  |

| 27 lutego 2010 | AZS UWM Olsztyn         | 1:3 (25:23, 20:25, 20:25, 20:25) | PGE Skra Bełchatów    | Hala Urania, Olsztyn                                       |  |
| 17:00          | Tomasz Józefacki 17 pkt | statystyki                       | Mariusz Wlazły 22 pkt | Widzów: 2500 Sędziowie: Marcin Herbik i Sylwester Strzylak |  |

| 06 marca 2010 | Asseco Resovia Rzeszów | 3:1 (19:25, 25:20, 25:14, 25:20) | AZS UWM Olsztyn         | Hala Podpromie, Rzeszów                                |  |
| 17:00         | Mikko Oivanen 22 pkt   | statystyki                       | Tomasz Józefacki 17 pkt | Widzów: 4000 Sędziowie: Wojciech Maroszek i Piotr Król |  |

| 14 marca 2010 | AZS UWM Olsztyn         | 1:3 (25:23, 13:25, 15:25, 22:25) | Jastrzębski Węgiel | Hala Urania, Olsztyn                                     |  |
| 14:45         | Tomasz Józefacki 15 pkt | statystyki                       | Igor Yudin 24 pkt  | Widzów: 1850 Sędziowie: Janusz Soból i Maciej Twardowski |  |

| 19 marca 2010 | ZAKSA Kędzierzyn-Koźle | 3:0 (25:22, 25:15, 25:19) | AZS UWM Olsztyn            | Hala Azoty, Kędzierzyn-Koźle                           |  |
| 18:00         | Jakub Jarosz 15 pkt    | statystyki                | Paweł Siezieniewski 13 pkt | Widzów: 1300 Sędziowie: Piotr Król i Wojciech Maroszek |  |

### Faza playoff - ćwierćfinał (do 3 zwycięstw)
| 26 marca 2010 | ZAKSA Kędzierzyn-Koźle | 3:0 (28:26, 25:20, 25:19) | AZS UWM Olsztyn         | Hala Azoty, Kędzierzyn-Koźle                                  |  |
| 18:00         | Jakub Jarosz 19 pkt    | statystyki                | Tomasz Józefacki 17 pkt | Widzów: 800 Sędziowie: Krzysztof Szmydyński i Grzegorz Jacyna |  |

| 27 marca 2010 | ZAKSA Kędzierzyn-Koźle | 2:3 (20:25, 25:23, 25:13, 18:25, 13:15) | AZS UWM Olsztyn           | Hala Azoty, Kędzierzyn-Koźle                                  |  |
| 17:00         | Jakub Jarosz 16 pkt    | statystyki                              | Marcelo Hargreaves 20 pkt | Widzów: 900 Sędziowie: Wojciech Kasprzyk i Waldemar Niemczura |  |

| 1 kwietnia 2010 | AZS UWM Olsztyn         | 0:3 (24:26, 22:25, 17:25) | ZAKSA Kędzierzyn-Koźle | Hala Urania, Olsztyn                              |  |
| 18:00           | Tomasz Józefacki 15 pkt | statystyki                | Jakub Jarosz 19 pkt    | Widzów: 1900 Sędziowie: Marcin Herbik i Jacek Sęk |  |

| 4 kwietnia 2010 | AZS UWM Olsztyn        | 0:3 (22:25, 21:25, 20:25) | ZAKSA Kędzierzyn-Koźle | Hala Urania, Olsztyn                                      |  |
| 18:00           | Wojciech Winnik 13 pkt | statystyki                | Jakub Jarosz 22 pkt    | Widzów: 1400 Sędziowie: Janusz Soból i Sylwester Strzylak |  |

### Faza playoff - mecze o miejsca 5-8 (do 2 zwycięstw)
| 19 kwietnia 2010 | AZS UWM Olsztyn           | 2:3 (21:25, 32:30, 19:25, 25:22, 10:15) | Delecta Bydgoszcz     | Hala Urania, Olsztyn                              |  |
| 18:00            | Marcelo Hargreaves 18 pkt | statystyki                              | Dawid Konarski 28 pkt | Widzów: 1000 Sędziowie: Jacek Sęk i Marcin Herbik |  |

| 22 kwietnia 2010 | Delecta Bydgoszcz     | 3:2 (25:17, 25:20, 28:30, 20:25, 15:13) | AZS UWM Olsztyn         | Hala Łucznika, Bydgoszcz                                       |  |
| 18:00            | Dawid Konarski 27 pkt | statystyki                              | Tomasz Józefacki 22 pkt | Widzów: 1000 Sędziowie: Waldemar Niemczura i Wojciech Kasprzyk |  |

### Wyjściowe ustawienia i zmiany

#### W fazie zasadniczej
| Nr | Imię i nazwisko             | 1    | 2    | 3    | 4    | 5    | 6    | 7    | 8    | 9    | 10   | 11   | 12   | 13   | 14   | 15   | 16   | 17   | 18   |
| -- | --------------------------- | ---- | ---- | ---- | ---- | ---- | ---- | ---- | ---- | ---- | ---- | ---- | ---- | ---- | ---- | ---- | ---- | ---- | ---- |
| 1  | Tomasz Kowalczyk            | Z !  | Z !  | 2 !  | Z !  | ZZ ! | ZZ ! | ZZ ! | ZZ ! | ZZ ! | ZZ ! | ZZ ! | ZZ ! | ZZ ! | ZZ ! | ZZ ! | ZZ ! | Z !  | ZZ ! |
| 4  | Maciej Kusaj                | Z !  | Z !  | Z !  | ZZ ! | ZZ ! | Z !  | ZZ ! | Z !  | Z !  | ZZ ! | ZZ ! | ZZ ! | ZZ ! | Z !  | Z !  | Z !  | Z !  | Z !  |
| 5  | Tomasz Tomczyk              | ZZ ! | Z !  | Z !  | ZZ ! | ZZ ! | Z !  | ZZ ! | ZZ ! | ZZ ! | ZZ ! | 2 !  | 2 !  | 2 !  | ZZ ! | 2 !  | Z !  | Z !  | Z !  |
| 6  | Artur Jacyszyn              | Z !  | Z !  | ZZ ! | ZZ ! | ZZ ! | Z !  | ZZ ! | Z !  | Z !  | ZZ ! | ZZ ! | ZZ ! | ZZ ! | ZZ ! | Z !  | ZZ ! | ZZ ! | 3 !  |
| 7  | Paulo Anchieta Veloso Pinto | 1 !  | 3 !  | 1 !  | 1 !  | 1 !  | 1 !  | 1 !  | 2 !  | 1 !  | 3 !  | ZZ ! | Z !  | Z !  | 1 !  | ZZ ! | 1 !  | 1 !  | Z !  |
| 8  | Jakub Oczko                 | 6 !  | 2 !  | 6 !  | 6 !  | 2 !  | 6 !  | 6 !  | 1 !  | 6 !  | 2 !  | 1 !  | 1 !  | 1 !  | 6 !  | 1 !  | 6 !  | 6 !  | 2 !  |
| 9  | Krzysztof Andrzejewski      | L    | L    | L    | L    | L    | L    | L    | L    | L    | L    | L    | L    | L    | L    | L    | L    | L    | L    |
| 10 | Dawid Gunia                 | 2 !  | 4 !  | Z !  | 2 !  | 4 !  | 2 !  | 2 !  | 3 !  | 2 !  | 4 !  | 3 !  | 3 !  | 3 !  | 2 !  | 3 !  | 2 !  | 2 !  | 4 !  |
| 11 | Tomasz Józefacki            | 3 !  | 5 !  | 3 !  | ZZ ! | Z !  | Z !  | Z !  | Z !  | Z !  | Z !  | Z !  | Z !  | Z !  | 3 !  | 4 !  | 3 !  | 3 !  | Z !  |
| 14 | Paweł Siezieniewski         | 4 !  | 6 !  | 4 !  | 4 !  | 6 !  | 4 !  | 4 !  | 5 !  | 4 !  | 6 !  | 5 !  | 5 !  | 5 !  | 4 !  | 5 !  | 4 !  | 4 !  | 6 !  |
| 15 | Wojciech Winnik             | Z !  | ZZ ! | Z !  | 3 !  | 5 !  | 3 !  | 3 !  | 4 !  | 3 !  | 5 !  | 4 !  | 4 !  | 4 !  | Z !  | Z !  | Z !  | Z !  | 5 !  |
| 16 | Tomasz Stańczuk             | ZZ ! | ZZ ! | ZZ ! | ZZ ! | ZZ ! | ZZ ! | ZZ ! | ZZ ! | ZZ ! | ZZ ! | ZZ ! | ZZ ! | ZZ ! | ZZ ! | ZZ ! | ZZ ! | ZZ ! | 1 !  |
| 17 | Marcelo Hargreaves          | 5 !  | 1 !  | 5 !  | 5 !  | 1 !  | 5 !  | 5 !  | 6 !  | 5 !  | 1 !  | 6 !  | 6 !  | 6 !  | 5 !  | 6 !  | 5 !  | 5 !  | Z !  |

– – zawodnicy w wyjściowym ustawieniu (cyfra oznacza strefę, w której rozpoczynali mecz)

 – zawodnicy wchodzący na zmiany

L – libero

#### W fazie playoff
| Nr | Imię i nazwisko             | ĆF1  | ĆF2  | ĆF3  | ĆF4  | PO1  | PO2  |
| -- | --------------------------- | ---- | ---- | ---- | ---- | ---- | ---- |
| 1  | Tomasz Kowalczyk            | Z !  | Z !  | ZZ ! | ZZ ! | Z !  | Z !  |
| 4  | Maciej Kusaj                | ZZ ! | ZZ ! | ZZ ! | Z !  | ZZ ! | Z !  |
| 5  | Tomasz Tomczyk              | Z !  | Z !  | Z !  | ZZ ! | 4 !  | 5 !  |
| 6  | Artur Jacyszyn              | ZZ ! | ZZ ! | ZZ ! | Z !  | ZZ ! | ZZ ! |
| 7  | Paulo Anchieta Veloso Pinto | 1 !  | 6 !  | 1 !  | 5 !  | Z !  | Z !  |
| 8  | Jakub Oczko                 | 6 !  | 5 !  | 6 !  | 4 !  | 6 !  | 1 !  |
| 9  | Krzysztof Andrzejewski      | L    | L    | L    | L    | L    | L    |
| 10 | Dawid Gunia                 | 2 !  | 1 !  | 2 !  | 6 !  | 2 !  | 3 !  |
| 11 | Tomasz Józefacki            | 3 !  | 2 !  | 3 !  | Z !  | 3 !  | Z !  |
| 14 | Paweł Siezieniewski         | 4 !  | 3 !  | 4 !  | 2 !  | 1 !  | 2 !  |
| 15 | Wojciech Winnik             | ZZ ! | Z !  | ZZ ! | 1 !  | Z !  | 4 !  |
| 16 | Tomasz Stańczuk             | ZZ ! | ZZ ! | ZZ ! | ZZ ! | ZZ ! | ZZ ! |
| 17 | Marcelo Hargreaves          | 5 !  | 4 !  | 5 !  | 3 !  | 5 !  | 6 !  |

– – zawodnicy w wyjściowym ustawieniu (cyfra oznacza strefę, w której rozpoczynali mecz)

 – zawodnicy wchodzący na zmiany

L – libero

## Mecze w Pucharze Polski

### Runda VI
| 19 grudnia 2009 | AZS UWM Olsztyn            | 3:2 (24:26, 25:23, 25:11, 15:25, 15:12) | Jadar Radom | Hala OCSiR, Ostróda                                        |  |
| 17:00           | Paweł Siezieniewski 23 pkt | statystyki                              |             | Widzów: 700 Sędziowie: Wojciech Kasprzyk i Marek Lagierski |  |

### Ćwierćfinał
| 22 grudnia 2009 | Jastrzębski Węgiel | 3:0 (25:21, 25:22, 25:13) | AZS UWM Olsztyn | Hala KWK Borynia, Jastrzębie Zdrój                             |  |
| 18:00           |                    | statystyki                |                 | Widzów: 1000 Sędziowie: Krzysztof Szmydyński i Grzegorz Jacyna |  |

| 3 stycznia 2010 | AZS UWM Olsztyn | 1:3 (20:25, 21:25, 26:24, 23:25) | Jastrzębski Węgiel | Hala OCSiR, Ostróda                              |  |
| 14:45           |                 | statystyki                       |                    | Sędziowie: Dariusz Jasiński i Maciej Maciejewski |  |

### Wyjściowe ustawienia i zmiany
| Nr | Imię i nazwisko             | VI   | ĆF1  | ĆF2  |
| -- | --------------------------- | ---- | ---- | ---- |
| 1  | Tomasz Kowalczyk            | ZZ ! | Z !  | ZZ ! |
| 4  | Maciej Kusaj                | Z !  | Z !  | ZZ ! |
| 5  | Tomasz Tomczyk              | ZZ ! | Z !  | Z !  |
| 6  | Artur Jacyszyn              | Z !  | Z !  | Z !  |
| 7  | Paulo Anchieta Veloso Pinto | G !  | G !  | G !  |
| 8  | Jakub Oczko                 | G !  | G !  | G !  |
| 9  | Krzysztof Andrzejewski      | L    | L    | L    |
| 10 | Dawid Gunia                 | G !  | G !  | G !  |
| 11 | Tomasz Józefacki            | Z !  | Z !  | Z !  |
| 14 | Paweł Siezieniewski         | G !  | G !  | G !  |
| 15 | Wojciech Winnik             | G !  | G !  | G !  |
| 16 | Tomasz Stańczuk             | G !  | ZZ ! | G !  |
| 17 | Marcelo Hargreaves          | ZZ ! | G !  | ZZ ! |

 – zawodnicy w wyjściowym składzie

 – zawodnicy wchodzący na zmiany

L – libero

## Statystyki
Statystyki obejmują wszystkie mecze rozegrane w ramach PlusLigi w sezonie 2009/2010. Pierwsza tabela przedstawia osiągnięcia zawodników w poszczególnych elementach na tle całej drużyny. Pozostałe tabele przedstawiają indywidualne osiągnięcia zawodników w wybranych rankingach na tle wszystkich zawodników z pozostałych drużyn.

### Cała drużyna
| Nr           | Zawodnik                    | Roz. sety | PUNKTY | PUNKTY | PUNKTY | ZAGRYWKA | ZAGRYWKA | ZAGRYWKA | ZAGRYWKA | ZAGRYWKA | PRZYJĘCIE | PRZYJĘCIE | PRZYJĘCIE | PRZYJĘCIE | PRZYJĘCIE | PRZYJĘCIE | ATAK | ATAK | ATAK | ATAK | ATAK | ATAK | BLOK | BLOK | BLOK |
| Nr           | Zawodnik                    | Roz. sety | Suma   | ZP1    | ZPK    | Suma     | ZP       | SP       | ANS      | EZ       | Suma      | SP        | NEG       | BDB       | %BDB      | EP        | Suma | SP   | AZ   | ZPA  | %A   | EA   | SP   | ZP   | BNS  |
| ------------ | --------------------------- | --------- | ------ | ------ | ------ | -------- | -------- | -------- | -------- | -------- | --------- | --------- | --------- | --------- | --------- | --------- | ---- | ---- | ---- | ---- | ---- | ---- | ---- | ---- | ---- |
| 1            | Tomasz Kowalczyk            | 18        | 16     | 8      | 8      | 44       | 2        | 7        | 0,1      | -11%     | 2         | 0         | 2         | 0         | 0%        | 0%        | 19   | 2    | 1    | 6    | 32%  | 21%  | 0    | 8    | 0,4  |
| 4            | Maciej Kusaj                | 18        | 3      | 0      | 3      | 18       | 0        | 3        | 0,0      | -17%     | 0         | 0         | 0         | 0         | -         | -         | 6    | 0    | 0    | 3    | 50%  | 50%  | 0    | 0    | 0,0  |
| 5            | Tomasz Tomczyk              | 32        | 61     | 48     | 13     | 63       | 1        | 14       | 0,0      | -21%     | 156       | 14        | 43        | 57        | 37%       | 28%       | 143  | 18   | 14   | 55   | 38%  | 26%  | 0    | 5    | 0,2  |
| 6            | Artur Jacyszyn              | 17        | 26     | 20     | 6      | 27       | 0        | 5        | 0,0      | -19%     | 63        | 3         | 15        | 24        | 38%       | 33%       | 52   | 5    | 6    | 21   | 40%  | 31%  | 0    | 5    | 0,3  |
| 7            | Paulo Anchieta Veloso Pinto | 77        | 198    | 144    | 54     | 236      | 5        | 42       | 0,1      | -16%     | 375       | 18        | 86        | 150       | 40%       | 35%       | 407  | 42   | 56   | 176  | 43%  | 33%  | 3    | 17   | 0,2  |
| 8            | Jakub Oczko                 | 91        | 40     | 16     | 24     | 293      | 4        | 10       | 0,0      | -2%      | 7         | 0         | 3         | 1         | 14%       | 14%       | 40   | 3    | 4    | 15   | 38%  | 30%  | 1    | 21   | 0,2  |
| 9            | Krzysztof Andrzejewski      | 91        | 0      | 0      | 0      | 0        | 0        | 0        | 0,0      | -        | 606       | 42        | 130       | 213       | 35%       | 28%       | 0    | 0    | 0    | 0    | -    | -    | 0    | 0    | 0,0  |
| 10           | Dawid Gunia                 | 85        | 137    | 85     | 52     | 319      | 15       | 39       | 0,2      | -8%      | 8         | 1         | 2         | 4         | 50%       | 38%       | 161  | 15   | 13   | 78   | 48%  | 39%  | 4    | 45   | 0,5  |
| 11           | Tomasz Józefacki            | 75        | 218    | 148    | 70     | 217      | 13       | 33       | 0,2      | -9%      | 0         | 0         | 0         | 0         | -         | -         | 428  | 41   | 37   | 189  | 44%  | 35%  | 0    | 16   | 0,2  |
| 14           | Paweł Siezieniewski         | 91        | 286    | 206    | 80     | 276      | 8        | 48       | 0,1      | -14%     | 524       | 22        | 108       | 182       | 35%       | 31%       | 555  | 46   | 52   | 249  | 45%  | 37%  | 6    | 31   | 0,3  |
| 15           | Wojciech Winnik             | 58        | 191    | 130    | 61     | 170      | 8        | 33       | 0,1      | -15%     | 5         | 2         | 0         | 0         | 0%        | -40%      | 379  | 35   | 40   | 168  | 44%  | 35%  | 3    | 15   | 0,3  |
| 16           | Tomasz Stańczuk             | 2         | 2      | 2      | 0      | 4        | 0        | 1        | 0,0      | -25%     | 0         | 0         | 0         | 0         | -         | -         | 3    | 1    | 1    | 0    | 0%   | -33% | 0    | 2    | 1,0  |
| 17           | Marcelo Hargreaves          | 87        | 213    | 126    | 87     | 275      | 8        | 21       | 0,1      | -5%      | 10        | 0         | 0         | 3         | 30%       | 30%       | 262  | 21   | 18   | 135  | 52%  | 44%  | 8    | 75   | 0,9  |
| Cała drużyna | Cała drużyna                | 91        | 1391   | 458    | 933    | 1944     | 64       | 258      | 0,7      | -10%     | 1756      | 102       | 389       | 634       | 36%       | 30%       | 2455 | 229  | 242  | 1095 | 45%  | 35%  | 26   | 240  | 2,6  |

### Ranking „Punkty na set”
| Poz. | Zawodnik                    | Specjalność  | Drużyna                     | Roz. mecze | Roz. sety | Punkty | Zdobyte punkty po kontrze | Punkty na set |
| ---- | --------------------------- | ------------ | --------------------------- | ---------- | --------- | ------ | ------------------------- | ------------- |
| 1    | Bartosz Janeczek            | atakujący    | Domex Tytan AZS Częstochowa | 25         | 97        | 484    | 139                       | 5,25          |
| 2    | Jakub Jarosz                | atakujący    | ZAKSA Kędzierzyn-Koźle      | 32         | 123       | 605    | 203                       | 4,92          |
| 3    | Mikko Oivanen               | atakujący    | Asseco Resovia              | 28         | 98        | 454    | 144                       | 4,63          |
| 16   | Tomasz Józefacki            | atakujący    | AZS UWM Olsztyn             | 24         | 75        | 218    | 70                        | 3,18          |
| 17   | Wojciech Winnik             | atakujący    | AZS UWM Olsztyn             | 24         | 58        | 191    | 61                        | 3,11          |
| 18   | Paweł Siezieniewski         | przyjmujący  | AZS UWM Olsztyn             | 24         | 91        | 286    | 80                        | 3,1           |
| 30   | Paulo Anchieta Veloso Pinto | przyjmujący  | AZS UWM Olsztyn             | 23         | 77        | 198    | 54                        | 2,56          |
| 31   | Marcelo Hargreaves          | środkowy     | AZS UWM Olsztyn             | 24         | 87        | 213    | 87                        | 2,51          |
| 56   | Tomasz Tomczyk              | przyjmujący  | AZS UWM Olsztyn             | 23         | 32        | 61     | 13                        | 1,85          |
| 65   | Artur Jacyszyn              | przyjmujący  | AZS UWM Olsztyn             | 24         | 17        | 26     | 6                         | 1,52          |
| 73   | Dawid Gunia                 | środkowy     | AZS UWM Olsztyn             | 24         | 85        | 137    | 52                        | 1,38          |
| 82   | Tomasz Stańczuk             | środkowy     | AZS UWM Olsztyn             | 4          | 2         | 2      | 0                         | 1             |
| 86   | Tomasz Kowalczyk            | środkowy     | AZS UWM Olsztyn             | 23         | 18        | 16     | 8                         | 0,87          |
| 103  | Jakub Oczko                 | rozgrywający | AZS UWM Olsztyn             | 24         | 91        | 40     | 24                        | 0,46          |
| 110  | Maciej Kusaj                | rozgrywający | AZS UWM Olsztyn             | 24         | 18        | 3      | 3                         | 0,31          |

### Ranking „Przyjęcie na set”
| Poz. | Zawodnik                    | Specjalność  | Drużyna                     | Roz. mecze | Roz. sety | Bardzo dobre | Bardzo dobre na set |
| ---- | --------------------------- | ------------ | --------------------------- | ---------- | --------- | ------------ | ------------------- |
| 1    | Dawid Murek                 | przyjmujący  | Domex Tytan AZS Częstochowa | 7          | 30        | 108          | 3,6                 |
| 2    | Wojciech Żaliński           | atakujący    | Jadar Radom                 | 24         | 71        | 174          | 2,66                |
| 3    | Stanisław Pieczonka         | przyjmujący  | Delecta Bydgoszcz           | 27         | 83        | 204          | 2,54                |
| 12   | Krzysztof Andrzejewski      | libero       | AZS UWM Olsztyn             | 24         | 92        | 213          | 2,2                 |
| 14   | Paweł Siezieniewski         | przyjmujący  | AZS UWM Olsztyn             | 24         | 91        | 182          | 2,08                |
| 18   | Paulo Anchieta Veloso Pinto | przyjmujący  | AZS UWM Olsztyn             | 23         | 77        | 150          | 2                   |
| 29   | Tomasz Tomczyk              | przyjmujący  | AZS UWM Olsztyn             | 23         | 32        | 57           | 1,68                |
| 30   | Artur Jacyszyn              | przyjmujący  | AZS UWM Olsztyn             | 24         | 17        | 24           | 1,67                |
| 69   | Dawid Gunia                 | środkowy     | AZS UWM Olsztyn             | 24         | 85        | 4            | 0,03                |
| 74   | Marcelo Hargreaves          | środkowy     | AZS UWM Olsztyn             | 24         | 87        | 3            | 0,02                |
| 74   | Jakub Oczko                 | rozgrywający | AZS UWM Olsztyn             | 24         | 91        | 1            | 0,02                |

### Ranking „Blok na set”
| Poz. | Zawodnik                    | Specjalność  | Drużyna                                | Roz. mecze | Roz. sety | Zdobycie punktu blokiem | Blok na set |
| ---- | --------------------------- | ------------ | -------------------------------------- | ---------- | --------- | ----------------------- | ----------- |
| 1    | Tomasz Stańczuk             | środkowy     | AZS UWM Olsztyn                        | 4          | 2         | 2                       | 1           |
| 2    | Karol Kłos                  | środkowy     | Neckermann AZS Politechnika Warszawska | 23         | 81        | 71                      | 0,88        |
| 3    | Marcelo Hargreaves          | środkowy     | AZS UWM Olsztyn                        | 24         | 87        | 75                      | 0,86        |
| 18   | Dawid Gunia                 | środkowy     | AZS UWM Olsztyn                        | 24         | 85        | 45                      | 0,53        |
| 22   | Tomasz Kowalczyk            | środkowy     | AZS UWM Olsztyn                        | 23         | 18        | 8                       | 0,44        |
| 37   | Paweł Siezieniewski         | przyjmujący  | AZS UWM Olsztyn                        | 24         | 91        | 31                      | 0,34        |
| 48   | Artur Jacyszyn              | przyjmujący  | AZS UWM Olsztyn                        | 24         | 17        | 5                       | 0,29        |
| 54   | Wojciech Winnik             | atakujący    | AZS UWM Olsztyn                        | 24         | 58        | 15                      | 0,26        |
| 64   | Jakub Oczko                 | rozgrywający | AZS UWM Olsztyn                        | 24         | 91        | 21                      | 0,23        |
| 69   | Paulo Anchieta Veloso Pinto | przyjmujący  | AZS UWM Olsztyn                        | 23         | 77        | 17                      | 0,22        |
| 72   | Tomasz Józefacki            | atakujący    | AZS UWM Olsztyn                        | 24         | 75        | 16                      | 0,21        |
| 89   | Tomasz Tomczyk              | przyjmujący  | AZS UWM Olsztyn                        | 23         | 32        | 5                       | 0,16        |

### Ranking „Zagrywka na set”
| Poz. | Zawodnik                    | Specjalność  | Drużyna                | Roz. mecze | Roz. sety | Zagrywka punktowa | Średnia ilość asów na set |
| ---- | --------------------------- | ------------ | ---------------------- | ---------- | --------- | ----------------- | ------------------------- |
| 1    | Jakub Jarosz                | atakujący    | ZAKSA Kędzierzyn-Koźle | 32         | 123       | 54                | 0,43                      |
| 2    | Mariusz Wlazły              | atakujący    | PGE Skra Bełchatów     | 27         | 92        | 35                | 0,37                      |
| 3    | Maciej Pawliński            | przyjmujący  | Jadar Radom            | 24         | 90        | 30                | 0,35                      |
| 22   | Dawid Gunia                 | środkowy     | AZS UWM Olsztyn        | 24         | 85        | 15                | 0,18                      |
| 22   | Tomasz Józefacki            | atakujący    | AZS UWM Olsztyn        | 24         | 75        | 13                | 0,18                      |
| 40   | Wojciech Winnik             | atakujący    | AZS UWM Olsztyn        | 24         | 58        | 8                 | 0,12                      |
| 48   | Tomasz Kowalczyk            | środkowy     | AZS UWM Olsztyn        | 23         | 18        | 2                 | 0,11                      |
| 66   | Paweł Siezieniewski         | przyjmujący  | AZS UWM Olsztyn        | 24         | 91        | 8                 | 0,09                      |
| 69   | Marcelo Hargreaves          | środkowy     | AZS UWM Olsztyn        | 24         | 87        | 8                 | 0,08                      |
| 80   | Paulo Anchieta Veloso Pinto | przyjmujący  | AZS UWM Olsztyn        | 23         | 77        | 5                 | 0,06                      |
| 94   | Jakub Oczko                 | rozgrywający | AZS UWM Olsztyn        | 24         | 91        | 4                 | 0,03                      |
| 97   | Tomasz Tomczyk              | przyjmujący  | AZS UWM Olsztyn        | 23         | 32        | 1                 | 0,02                      |

### Ranking „Atak na set”
| Poz. | Zawodnik                    | Specjalność  | Drużyna                     | Zdobyte punkty atakiem | Zdobyte punkty atakiem na set |
| ---- | --------------------------- | ------------ | --------------------------- | ---------------------- | ----------------------------- |
| 1    | Bartosz Janeczek            | atakujący    | Domex Tytan AZS Częstochowa | 420                    | 4,61                          |
| 2    | Jakub Jarosz                | atakujący    | ZAKSA Kędzierzyn-Koźle      | 514                    | 4,18                          |
| 3    | Igor Yudin                  | atakujący    | Jastrzębski Węgiel          | 451                    | 4                             |
| 13   | Wojciech Winnik             | atakujący    | AZS UWM Olsztyn             | 168                    | 2,77                          |
| 15   | Tomasz Józefacki            | atakujący    | AZS UWM Olsztyn             | 189                    | 2,72                          |
| 18   | Paweł Siezieniewski         | przyjmujący  | AZS UWM Olsztyn             | 249                    | 2,67                          |
| 25   | Paulo Anchieta Veloso Pinto | przyjmujący  | AZS UWM Olsztyn             | 176                    | 2,29                          |
| 40   | Tomasz Tomczyk              | przyjmujący  | AZS UWM Olsztyn             | 55                     | 1,69                          |
| 41   | Marcelo Hargreaves          | środkowy     | AZS UWM Olsztyn             | 135                    | 1,68                          |
| 64   | Artur Jacyszyn              | przyjmujący  | AZS UWM Olsztyn             | 21                     | 1,13                          |
| 81   | Dawid Gunia                 | środkowy     | AZS UWM Olsztyn             | 78                     | 0,77                          |
| 100  | Tomasz Kowalczyk            | środkowy     | AZS UWM Olsztyn             | 6                      | 0,32                          |
| 101  | Maciej Kusaj                | rozgrywający | AZS UWM Olsztyn             | 3                      | 0,31                          |
| 104  | Jakub Oczko                 | rozgrywający | AZS UWM Olsztyn             | 15                     | 0,21                          |